# شهرستان کافی (آلاباما)
شهرستان کافی، آلاباما (به انگلیسی: Coffee County, Alabama) شهرستانی در ایالات متحده آمریکا است که در آلاباما واقع شده‌است.

## خصوصیات
شهرستان کافی ۱٬۷۶۱٫۲ کیلومترمربع مساحت دارد.